# Oudrussisch
Oudrussisch (modern Russisch: древнерусский язык; drevneroesski jazyk; modern Oekraïens: давньоруська мова davnjoroesjka mova) of Oudoostslavisch/Oud-Oost-Slavisch (modern Oekraïens: давньосхіднослов'янська мова davnjoschidnoslovjanska mova; modern Russisch: древневосточнославя́нский язык drevnevostotsjnoslavjanski jazyk) is een taal die tussen de 10e en de 14e eeuw gesproken werd in het Kievse Rijk en andere Oost-Slavische staten. Het Oudrussisch is de voorganger van de moderne Oost-Slavische talen (Russisch, Oekraïens en Wit-Russisch). De dialecten van de taal werden grofweg gesproken in het huidige Europees Rusland, Oekraïne, Wit-Rusland en in verschillende oostelijke woiwodschappen van Polen.
Het Oudkerkslavisch werd als geschreven taal gehanteerd, hoewel dat was gebaseerd op het Oud-Zuid-Slavische (Bulgaarse of Macedonische) dialect van Thessaloniki en daardoor slecht aansloot bij het gesproken Oud-Oost-Slavisch in het Kievse Rijk. Niet alleen zijn er vanaf de 11e eeuw onder invloed van spreektaal sterke verschillen te bemerken tussen het oostelijke Kievse Oudkerkslavisch en het zuidelijke Bulgaars-Macedonische Oudkerkslavisch, maar ook tussen de Oost-Slavische talen-in-wording onderling zijn er in overgeleverde schriftelijke bronnen al duidelijke verschillen te constateren.
In het zuidwesten (het huidige Belarus en Oekraïne, met name Galicië-Wolynië oftewel "Roethenië") ging de spreektaal in de 12e en 13e eeuw steeds meer fonetisch afwijken van het noordoosten (met name Vladimir-Soezdal) en ontwikkelde zich tot het Oudroetheens. De zuidwestelijke Roetheense spreektaal had veel invloed op de schrijftaal, die zich losweekte van het Kerkslavisch.  Dit "Kanselarij-Slavisch" werd zelfs de bestuurstaal van het gehele Grootvorstendom Litouwen, dat de zuidoostelijke gebieden van het voormalige Kievse Rijk in de tweede helft van de 14e eeuw veroverde (Slag van de Blauwe Wateren, 1362/3). Vanaf de 15e eeuw onderging het gesproken Roetheens en het geschreven Kanselarij-Slavisch een sterke Poolse invloed, met veel Poolse leenwoorden die uiteindelijk nog in het moderne Oekraïens en Belarussisch te vinden zijn.
De noordoostelijke regio Moskovië bleef taalkundig erg conservatief en nog tot in de 18e eeuw het Kerkslavisch als leidend voor de schrijftaal hanteren, terwijl de spreektaal hiervan steeds meer afweek. De moderne Russische taal kreeg daar pas begin 19e eeuw vorm, als een mengeling van Moskovische en Kerkslavische elementen, plus allerlei leenwoorden uit het Grieks, Latijn, Tataars, Pools, Duits, Frans en Nederlands.